# Fabián Puerta
Fabián Hernando Puerta Zapata (Caldas, Antioquia, 12 de julio de 1991), más conocido como Fabián Puerta, es un ciclista colombiano de ciclismo en pista. Fabián Puerta es uno de los ciclistas de pista más importantes en la actualidad, y se ha destacado en varias modalidades del ciclismo de pista pero ha obtenido sus mayores logros en la modalidad de Keirin en donde ha sido Campeón Mundial de Pista en Keirin en el año 2018, así mismo, campeón panamericano en siete oportunidades consecutivas entre 2011 y 2017 y medalla de plata en dos oportunidades en el Campeonato Mundial de Ciclismo en Pista en 2014 y 2017.
Sin embargo, en la segunda mitad de 2018, dio positivo en un control antidopaje, debido a un supuesto consumo de boldenona, por lo cual fue suspendido provisionalmente por la UCI

## Palmarés
Los títulos oficiales del deportista son:
| 2010 - Juegos Suramericanos - Oro en Kilómetro contrarreloj - Oro en Velocidad por equipos - Juegos Centroamericanos y del Caribe - Oro en Kilómetro contrarreloj - Plata en Velocidad por equipos - Campeonato Panamericano de Ciclismo - Oro en Velocidad por equipos - Campeonato de Colombia de Ciclismo en Pista - Oro en Kilómetro contrarreloj - Oro en Keirin - Oro en Velocidad individual - Oro en Velocidad por equipos 2011 - Campeonato Panamericano de Ciclismo en Pista - Bronce en Kilómetro contrarreloj - Oro en Keirin - Oro en Velocidad por equipos - Campeonato de Colombia de Ciclismo en Pista - Oro en Kilómetro contrarreloj - Oro en Keirin - Oro en Velocidad individual 2012 - Campeonato Panamericano de Ciclismo - Bronce en Velocidad individual - Oro en Keirin - Copa del Mundo de ciclismo en pista de 2012-2013 en Cali - Plata en Velocidad individual - Oro en Kilómetro contrarreloj - Oro en Keirin - Campeonato de Colombia de Ciclismo en Pista - Oro en Kilómetro contrarreloj - Oro en Keirin - Oro en Velocidad por equipos 2013 - Campeonato Panamericano de Ciclismo en Pista - Oro en Keirin - Oro en Kilómetro contrarreloj - Campeonato de Colombia de Ciclismo en Pista - Oro en Kilómetro contrarreloj - Oro en Keirin - Oro en Velocidad individual - Oro en Velocidad por equipos - Juegos Bolivarianos - Plata en Velocidad por equipos - Oro en Velocidad individual - Oro en Kilómetro contrarreloj - Oro en Keirin 2014 - Juegos Centroamericanos y del Caribe - Oro en Velocidad individual - Oro en Kilómetro contrarreloj - Oro en Keirin - Plata en Velocidad por equipos - Juegos Suramericanos - Oro en Velocidad individual - Plata en Velocidad por equipos - Oro en Keirin - Campeonato Panamericano de Ciclismo en Pista - Plata en Velocidad individual - Plata en Velocidad por equipos - Oro en Keirin - Campeonato Mundial de Ciclismo en Pista - Plata en Keirin - Copa del Mundo de ciclismo en pista de 2014-2015 en Guadalajara - Bronce en Velocidad individual - Bronce en Keirin - Copa del Mundo de ciclismo en pista de 2014-2015 en Londres - Plata en Velocidad individual - Plata en Keirin - Oro en Velocidad por equipos - Campeonato de Colombia de Ciclismo en Pista - Oro en Kilómetro contrarreloj - Oro en Keirin - Oro en Velocidad individual | 2015 - Copa del Mundo de ciclismo en pista de 2014-2015 en Cali - Bronce en Velocidad individual - Oro en Keirin - Campeonato Panamericano de Ciclismo - Oro en Velocidad individual - Oro en Keirin - Campeonato de Colombia de Ciclismo en Pista - Oro en Velocidad individual - Plata en Velocidad por equipos 2016 - Campeonato Panamericano de Ciclismo - Oro en Velocidad por equipos - Oro en Velocidad individual - Oro en Keirin 2017 - Copa del Mundo de ciclismo en pista de 2016-2017 en Cali - Oro en Keirin - Copa del Mundo de ciclismo en pista de 2016-2017 en Los Ángeles - Oro en Keirin - Campeonato Mundial de Ciclismo en Pista - Plata en Keirin - Campeonato Panamericano de Ciclismo - Plata en Velocidad individual - Oro en Velocidad por equipos - Oro en Kilómetro contrarreloj - Oro en Keirin - Campeonato de Colombia de Ciclismo en Pista - Oro en Kilómetro contrarreloj - Plata en Velocidad individual - Oro en Velocidad por equipos - Juegos Bolivarianos - Oro en Persecución por equipos - Oro en Velocidad individual - Oro en Kilómetro contrarreloj - Oro en Keirin 2018 - Campeonato Mundial de Ciclismo en Pista - Oro en Keirin - Juegos Suramericanos - Oro en Velocidad por equipos - Oro en Velocidad individual - Plata en Keirin - Campeonato de Colombia de Ciclismo en Pista - Oro en Keirin - Bronce en Velocidad por equipos (junto con Rubén Murillo y Juan David Ochoa) - Juegos Centroamericanos y del Caribe - Oro en Keirin - Plata en Velocidad individual - Bronce en Velocidad por equipos (junto con Rubén Murillo, Kevin Quintero y Anderson Parra) |